# Caecilia dunni
Caecilia dunni är en groddjursart som beskrevs av Hershkovitz 1938. Caecilia dunni ingår i släktet Caecilia och familjen Caeciliidae. IUCN kategoriserar arten globalt som otillräckligt studerad. Inga underarter finns listade.